# Ad occhi chiusi... Napoli
Ad occhi chiusi...Napoli è il trentaseiesimo album di Peppino di Capri, pubblicato nel 2007.

## Descrizione
Il disco è stato registrato nel Splash studio a Napoli e al Midi Groove Studio, Napoli, sotto la direzione di Giorgio Savarese.
Guagliune è scritta dallo stesso cantautore caprese in collaborazione con C. Caramiello, la canzone è un accorato appello ai ragazzi di Napoli affinché non perdano la speranza in un futuro che diventa sempre più incerto nella pur splendida "cartolina" partenopea.
L'album contiene sette brani inediti.
Per i cori, di Capri si è affidato a Enzo Anoldo, Adriano Guarino, Michela Montalto, Francesco Gravina, Roberta Bianco, Giorgio Savarese e Piero Braggi.
(Carlo Jacobelli)
 La copertina è composta appunto da due immagini del cantante ad occhi chiusi. Inoltre ci sono altre due fotografie, la prima che mostra una donna al violino, e l'altra Manuela Albano al cello. Dietro le immagini è situato un semplice sfondo verde.

## Tracce
1. Guagliune – 4:19
2. Ammore comm'a tte – 3:39
3. 'Nun tantillo'e core – 3:11
4. Serenata – 4:09
5. Nu'quarto 'e luna – 4:56
6. Ce staje tu – 2:51
7. Ghiaccio – 3:41
8. Quando te voglio bene – 3:35
9. Te sto aspettanno – 3:45
10. T'aggia di 'na cosa – 3:56
11. Desiderio 'e sole – 4:14
12. Dint'o core – 3:29

Durata totale: 45:45

## Formazione
- Peppino di Capri: voce, arrangiamenti, pianoforte
- Edoardo Faiella: chitarra, tastiere, arrangiamenti
- Giorgio Savarese: tastiere aggiuntive, arrangiamenti, Virt Bass
- Adriano Guarino: chitarra
- Enzo Anoldo: tastiere
- Tony Mambelli: batteria
- Raffaella Viscardi: violino
- Tiziana Traverso: viola
- Manuela Albano: cello
- Gino Evangelista: armonica a bocca
- Pascal De Angelis: basso
- Alessandro Tedesco: trombone